# Virus de inmunodeficiencia en simios
El virus de inmunodeficiencia en simios, también llamado VIS o SIV por sus iniciales en inglés (Simian immunodeficiency virus),  es un retrovirus hallado, en al menos 45 especies de primates africanos. Está emparentado con el VIH-1 y el VIH-2, los virus que causan el sida en humanos.
Las cepas del VIS que infectan a los monos se transmiten sexualmente y por lo general no causan enfermedad en sus portadores naturales. Pueden causar una deficiencia inmunológica parecida al sida llamada SAIDS (Simian AIDS, inglés por “sida de simios”) si cruzan los límites entre especies. Por ejemplo, el VIS-agm (la cepa del SIV de los Chlorocebus) causa SAIDS en el macaco Rhesus.

## Historia
El VIS fue descubierto en 1985 en macacos Rhesus cautivos que sufrían de SAIDS. Esta observación se realizó poco tiempo después de que el VIH-1 fuera identificado como la causa del sida. Posteriormente se descubrió el VIH-2 que es más parecido a las cepas de SIV conocidas entonces que al VIH-1, lo que sugirió por primera vez el origen primate del VIH. 

## VIS y VIH
Hoy día se considera mayormente que el VIH se originó a partir de una mutación del VIS de monos africanos. 
- El VIH-2 está estrechamente relacionado con el VIS-sm, la cepa del VIS del mangabeye gris.
- El VIH-1 está estrechamente relacionado con el VIS-cpz, la cepa del VIS de los chimpancés.

La ruta más probable de infección del VIH-1 a humanos es el contacto con sangre de chimpancés, que son cazados habitualmente para consumir su carne. También las posibles relaciones sexuales entre humanos y simios
El Virus de inmunodeficiencia en simios que infectan a los monos no afecta a los humanos y el virus de inmunodeficiencia humano tampoco afecta a los monos. En el 2004 este tropismo fue explicado por las distintas variantes de la proteína TRIM5-α en humanos y monos. Esta proteína intracelular reconoce la cápside de varios retrovirus y bloquea su reproducción. Para estudiar mejor el VIH/sida en modelos animales, los investigadores han creado varias quimeras VIH-VIS, virus cuyo genoma proviene en parte del VIH y en parte del VIS. Se les llama frecuentemente SHIV.